# Grbava sunčanica
Grbava sunčanica (lat. Macrolepiota mastoidea) je jestiva gljiva iz obitelji Agaricaceae (pečurke), s klobukom koji ima u sredini oštro ispupčenje.

## Opis
- Klobuk grbave sunčanice je širok od 6 do 15 centimetara, u mladosti stožast, zatim otvoren s jakim gotovo oštrim središnjim ispupčenjem, bjelkast sa žutosmeđom nijansom, u sredini gotovo smeđ; kožica klobuka postupno puca od ruba prema sredini u mnogobrojne nepravilne smeđe čehice; rub tada postaje gotovo bijel, vlaknast ili rascijepljen paralelno s listićima.
- Listići su gusti, široki, tanki, odvojeni od stručka, završavaju na ovratniku, najprije bijeli, s vremenom postanu ružičastobjelkasti.
- Stručak je visok od 12 do 15 centimetara, valjkast, prema klobuku nešto tanji, vlaknastomesnat, na osnovi gomoljasto zadebljan, po čitavoj dužini najprije blijedodlakav, kasnije smeđe ljuskast; ispod klobuka nosi slobodan vjenčić koji je s gornje strane bijel,  a s donje svijetlosmeđ.
- Meso je krhko, nježno, bijelo, nepromjenjive boje; posjeduje lagan i ugodan miris, okus blago na lješnjake.
- Spore su eliptične, bijele, 12 – 16 x 8 – 9,5 μm.

## Stanište
Raste uz rubove šuma, uz živice, na pašnjacima i livadama.

## Upotrebljivost
Grbava sunčanica je jestiva.

## Sličnosti
Moguća je zamjena s velikom sunčanicom (lat. Macrolepiota procera) i vrstom Macrolepiota gracilenta Fr. Međutim, opasnosti nema jer su nabrojene vrste jestive. Ipak, dvobojni vjenčić i jako ispupčenje klobuka, te u mladosti maljavobijeli stručak dovoljne su značajke da se ne pogriješi. 

## Slike
|  |  |  |  |  |
|  |  |  |  |  |